# Barclay Tower
De Barclay Tower is een wolkenkrabber in de Amerikaanse stad New York. Het gebouw staat op 10 Barclay Street in het stadsdeel Manhattan. De bouw van de woontoren begon in 2005 en werd in 2007 voltooid.

## Ontwerp
De Barclay Tower is 205,06 meter hoog en telt 56 verdiepingen. Het is door Costas Kondylis & Partners in modernistische stijl ontworpen en heeft een totale oppervlakte van 50.217 vierkante meter.
Het gebouw, dat in september 2006 zijn hoogste punt bereikte, bevat 396 woningen. Het bevat onder andere een fitnesscentrum, een zwembad en een parkeergarage. De lobby is bekleed met Frans kalksteen en heeft een tongewelf.